# Chance Ruffin
Chance Kraig Ruffin (né le 8 septembre 1988 à Austin, Texas, États-Unis) est un lanceur droitier de baseball qui évolue dans les Ligues majeures en 2011 et 2013.
Il est le fils de Bruce Ruffin, un lanceur de baseball ayant joué dans la MLB de 1987 à 1997.

## Carrière
Joueur à l'Université du Texas à Austin, Chance Ruffin est un choix de première ronde des Tigers de Detroit en 2010. Quarante-huitième athlète sélectionné au total cette année-là, il est un choix obtenu par les Tigers en compensation de la perte sur le marché des agents libres du lanceur Fernando Rodney, parti chez les Angels de Los Angeles d'Anaheim.
Ruffin fait ses débuts dans des circonstances particulières le 25 juillet 2011 à Chicago, alors que les Tigers visitent les White Sox. Il est amené dans la partie alors que les Sox ont les buts remplis. C'est le premier lanceur en 10 ans à débuter dans les majeures dans ces circonstances difficiles.
Le 17 août 2011, Ruffin passe des Tigers aux Mariners de Seattle pour compléter une transaction effectuée plus tôt dans l'année qui avait envoyé Doug Fister à Detroit. Il remporte une seconde victoire dans l'une de ses 13 sorties de 2011 avec Seattle. Il joue pour les Mariners en 2011 et 2013, apparaissant dans 22 parties au total. L'entière saison 2012 est passée en ligues mineures. En juillet 2014, après un match des Rainiers de Tacoma, le club-école de Mariners, Ruffin, qui n'est âgé que de 25 ans, annonce sa retraite du baseball.